# Desmia girtealis
Desmia girtealis là một loài bướm đêm trong họ Crambidae.